# Nicrophorus semenowi
Nicrophorus semenowi är en skalbaggsart som först beskrevs av Edmund Reitter 1887.  Nicrophorus semenowi ingår i släktet Nicrophorus och familjen asbaggar. Inga underarter finns listade i Catalogue of Life.